# Gabrovo (Stroumitsa)
Gabrovo (en macédonien Габрово) est un village du sud-est de la Macédoine du Nord, situé dans la municipalité de Stroumitsa. Le village comptait 399 habitants en 2002.

## Démographie
Lors du recensement de 2002, le village comptait :
- Macédoniens : 398
- Autres : 1